# Euerdorf
Euerdorf là một đô thị ở huyện Bad Kissingen bang Bayern nước Đức. Đô thị Euerdorf có diện tích 16,34 km², dân số thời điểm ngày 31 tháng 12 năm 2006 là 1609 người.
Euerdorf nằm ở vùng Main-Rhön tại nơi hợp lưu của rạch Sulz và sông Saale.
Đô thị này gồm các thị trấn:
- Euerdorf
- Wirmsthal

## Dân số
| Năm  | Dân số |
| 1970 | 1543   |
| 1987 | 1553   |
| 2000 | 1724   |
| 2005 | 1617   |